# Campinápolis
Campinápolis é um município brasileiro do estado de Mato Grosso. Localiza-se a uma latitude 14º32'35" sul e a uma longitude 52º47'39" oeste, estando a uma altitude de 450 metros. Em 2017, sua população estimada era de 15 386 habitantes. Sua área é de 5.967 km².

## História
A então Vila Jatobá foi povoada inicialmente por colonos produtores como José de Souza Brito, Pedro Alves Pereira, Satil Gonçalves, Zico Alves Pereira, Alvarino, Firmino dos Santos Lima e Arnálio Modesto. Eles eram posseiros de duas grandes glebas de terra de 25 mil hectares cada: uma da viúva Estephânia Brawn e outra do Sr. Keller. A primeira missa foi rezada pelo padre Arante, em 13 de maio de 1975.
Em 1974, uma estrada ligava Nova Xavantina à entrada da Fazenda Cristalina, que se localizava a 15 km da Vila. Em 13 de maio de 1980 (Lei estadual nº 4353), a localidade foi elevada a distrito de Nova Xavantina, sob a denominação de Campinápolis, que homenageia locais de Goiás de onde vieram várias das primeiras famílias: Campinas (bairro onde surgiu a cidade de Goiânia) e Anápolis. Campinápolis foi elevada a município com em 13 de maio de 1986 (Lei estadual nº 4994), com o distrito sede instalado em 31 de dezembro do mesmo ano.
Em 1988, era constituído apenas do distrito sede. Em 2005, contava também com o distrito de São José do Couto.

## Comunicação
A televisão, o rádio e a internet são os principais meios de comunicação em Campinápolis MT, sendo-as:
- Radio Atividade FM 87.9 mhz
- Dexismo Internacional (Lista de telecomunicações no araguaia)

## Últimos prefeitos eleitos
| Ano  | Prefeito     | Partido | Votos | %     | Ref    |
| ---- | ------------ | ------- | ----- | ----- | ------ |
| 2004 | Dr Altino    | PFL     | 2.628 | 40,61 | [ 8 ]  |
| 2008 | Altino       | PR      | 3.237 | 75,14 | [ 9 ]  |
| 2012 | Jeovan Faria | PSB     | 3.455 | 50,16 | [ 10 ] |
| 2016 | Jeovan Faria | PSD     | 4.913 | 69,32 | [ 11 ] |
| 2020 | Zé Bueno     | DEM     | 3.996 | 56,24 | [ 12 ] |
| 2024 | Jeovan Faria | REP     | 3.307 | 39,65 | [ 13 ] |